# Adam Henrique
Adam Shane Henrique (* 6. Februar 1990 in Brantford, Ontario) ist ein kanadischer Eishockeyspieler, der seit März 2024 bei den Edmonton Oilers in der National Hockey League unter Vertrag steht. Zuvor verbrachte der Center über sieben Jahre bei den New Jersey Devils und weitere sechs Spielzeiten bei den Anaheim Ducks. Mit der kanadischen Nationalmannschaft gewann er die Goldmedaille bei der Weltmeisterschaft 2021.

## Karriere

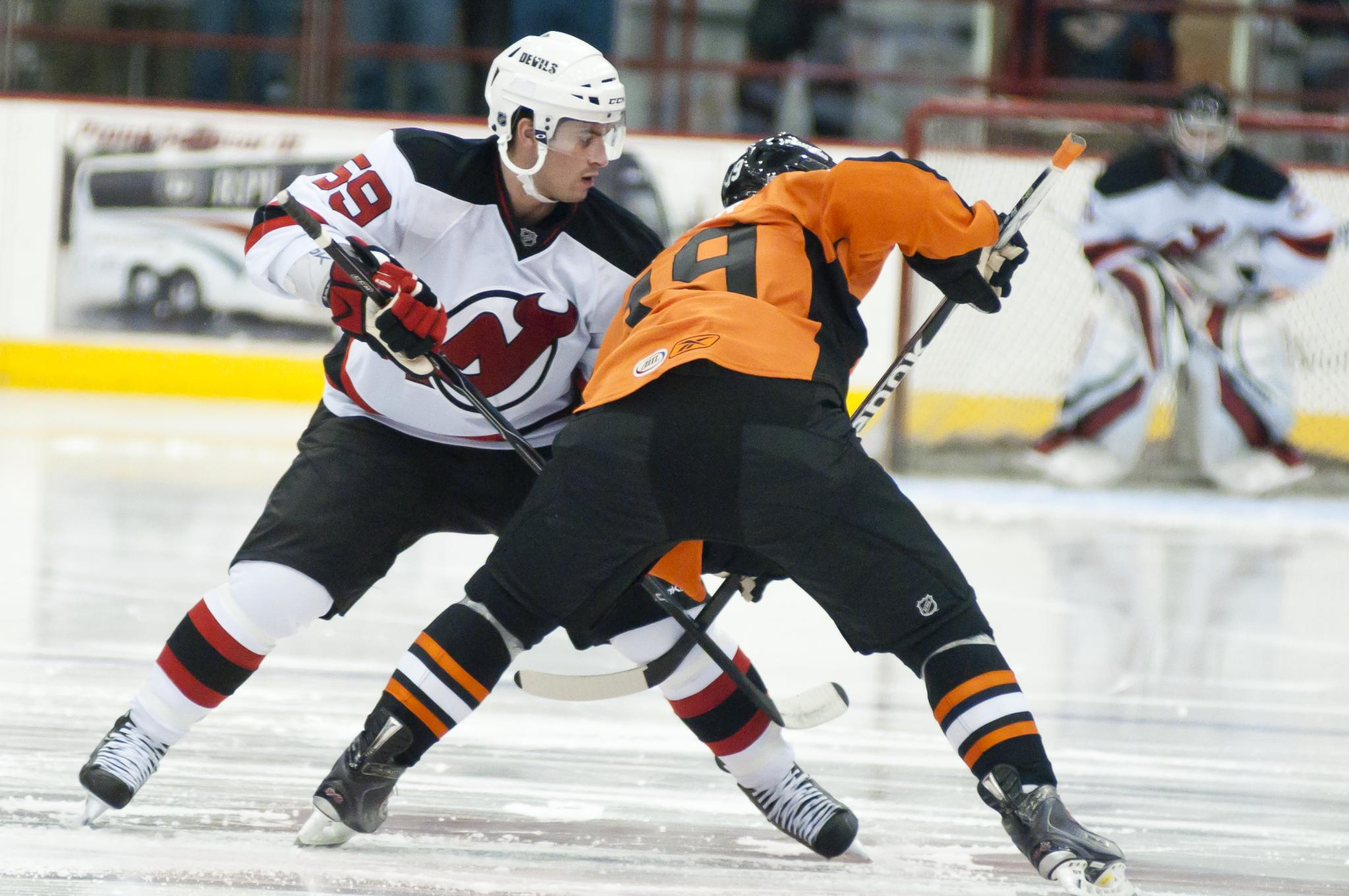
Henrique (links) im Dress der Albany Devils

Henrique verbrachte eine vierjährige und überaus erfolgreiche Juniorenzeit zwischen 2006 und 2010 bei den Windsor Spitfires in der Ontario Hockey League. Diese hatten ihn in der OHL Priority Selection 2006 in der zweiten Runde an 24. Stelle ausgewählt. In seiner ersten Spielzeit, in der die Spitfires die Play-offs verpassten, erreichte der Stürmer 44 Scorerpunkte. Diesen Wert bestätigte in der folgenden Spielzeit, in deren Anschluss er im NHL Entry Draft 2008 in der dritten Runde an 82. Position von den New Jersey Devils ausgewählt worden war. In seiner dritten Juniorenspielzeit steigerte sich der Angreifer in seiner Punktausbeute erheblich und gewann am Saisonende sowohl den J. Ross Robertson Cup als auch den Memorial Cup. Im Memorial-Cup-Turnier war Henrique hinter Jamie Benn zweitbester Scorer des Wettbewerbs. Die letzte Juniorenspielzeit bestritt der Center als Assistenzkapitän und erhielt im November 2009 seinen ersten Profivertrag bei den New Jersey Devils. Am Saisonende verteidigten die Spitfires die beiden gewonnenen Titel des Vorjahres. Henrique erzielte im Verlauf der OHL-Play-offs 20 Tore – zugleich die meisten aller Spieler – und wurde mit dem Wayne Gretzky 99 Award als wertvollster Spieler der Play-offs ausgezeichnet.
Nach Beendigung der Spielzeit wechselte Henrique in den Profibereich und wurde vom Management New Jerseys im September 2010 zum Farmteam, den Albany Devils, in die American Hockey League geschickt. Dort verbrachte der Stürmer die Spielzeit 2010/11 und erzielte in 73 Saisonspielen 50 Scorerpunkte. Am 11. April 2011 – kurz vor Beendigung der Saison – gab der Mittelstürmer sein NHL-Debüt. Es blieb sein einziger NHL-Einsatz in dieser Saison. Die folgende Spielzeit begann Henrique ebenfalls in New Jersey. Lediglich gegen Ende Oktober verbrachte er eine Woche in Albany. Durch die Verletzung von Travis Zajac kehrte er aber schnell nach New Jersey zurück und erhielt den vakanten Platz in der ersten Sturmreihe neben Ilja Kowaltschuk und Zach Parise. Die prominenten Sturmkollegen verhalfen Henrique durch ihre Unterstützung zur Ernennung des NHL-Rookies des Monats Dezember 2011 und zur Nominierung in die SuperSkills-Competition der Rookies beim NHL All-Star Game 2012 in der kanadischen Hauptstadt Ottawa.
In den folgenden Jahren trat Henrique als regelmäßiger Scorer der Devils in Erscheinung, so erreichte er 2012 und 2016 die Marke von 50 Punkten. Nach über 400 Spielen gaben ihn die Devils dann im November 2017 samt Joseph Blandisi und einem Drittrunden-Wahlrecht für den NHL Entry Draft 2018 an die Anaheim Ducks ab und erhielten im Gegenzug Sami Vatanen. Zudem wechselt ein zusätzliches Drittrunden-Wahlrecht zurück nach New Jersey, sofern Henrique in Anaheim einen neuen Vertrag unterzeichnet. Diese Bedingung wurde im Juli 2018 erfüllt, als er einen Fünfjahresvertrag bei den Ducks unterzeichnete, der ihm ein durchschnittliches Jahresgehalt von 5,825 Millionen US-Dollar einbringen soll.
In seinem letzten Vertragsjahr gaben ihn die Ducks allerdings im März 2024 samt Sam Carrick und einem Siebtrunden-Wahlrecht im NHL Entry Draft 2024 an die Edmonton Oilers ab. Zudem übernahm Anaheim weiterhin jeweils die Hälfte von Henriques und Carricks Gehalt, während die Ducks im Gegenzug ein Erstrunden-Wahlrecht im Draft 2024 sowie ein konditionales Fünftrunden-Wahlrecht im NHL Entry Draft 2025 erhielten. Um weiteres Gehalt gegenüber dem Salary Cap einzusparen, waren zudem die Tampa Bay Lightning an dem Transfer beteiligt, die weitere 50 % (effektiv als 25 %) von Henriques Salär übernahmen und dafür ein konditionales Viertrunden-Wahlrecht im Draft 2025 erhielten. Darüber hinaus wechselten dabei die Rechte an Ty Taylor von Tampa Bay zu den Oilers.
In den Playoffs 2024 erreichte Henrique mit den Oilers sein zweites Stanley-Cup-Endspiel nach 2012, verlor jedoch auch dieses, mit 3:4 gegen die Florida Panthers. Gleiches geschah am Ende der Playoffs 2025, als Edmonton mit 2:4 erneut an den Panthers scheiterte.

### International
Henrique vertrat sein Heimatland Kanada bei der U20-Junioren-Weltmeisterschaft 2010 in den kanadischen Städten Saskatoon und Regina. Nach einer knappen 5:6-Niederlage in der Overtime gegen die Vereinigten Staaten gewannen die Kanadier die Silbermedaille. In sechs Turnierspielen erzielte Henrique ein Tor in der Gruppenphase beim 16:0-Sieg über Lettland und erhielt zwei Strafminuten.
Sein internationales Debüt im Trikot der A-Nationalmannschaft feierte Henrique bei der Weltmeisterschaft 2019 in der Slowakei, wo er mit der Mannschaft die Silbermedaille gewann. Bei der anschließenden Weltmeisterschaft 2021 führte er die „Ahornblätter“ als Mannschaftskapitän zur Goldmedaille.

## Erfolge und Auszeichnungen
| - 2009 J.-Ross-Robertson-Cup-Gewinn mit den Windsor Spitfires - 2009 Memorial-Cup-Gewinn mit den Windsor Spitfires - 2010 Teilnahme am OHL All-Star Game - 2010 J.-Ross-Robertson-Cup-Gewinn mit den Windsor Spitfires - 2010 Bester Torschütze der OHL-Playoffs | - 2010 Wayne Gretzky 99 Award - 2010 Memorial-Cup-Gewinn mit den Windsor Spitfires - 2011 NHL-Rookie des Monats Dezember - 2012 Teilnahme am NHL All-Star Game SuperSkills Competition (verletzungsbedingte Absage) - 2012 NHL All-Rookie Team |

### International
- 2010 Silbermedaille bei der U20-Junioren-Weltmeisterschaft
- 2019 Silbermedaille bei der Weltmeisterschaft
- 2021 Goldmedaille bei der Weltmeisterschaft

## Karrierestatistik
Stand: Ende der Saison 2024/25

### International
Vertrat Kanada bei:
- U20-Junioren-Weltmeisterschaft 2010
- Weltmeisterschaft 2019
- Weltmeisterschaft 2021

(Legende zur Spielerstatistik: Sp oder GP = absolvierte Spiele; T oder G = erzielte Tore; V oder A = erzielte Assists; Pkt oder Pts = erzielte Scorerpunkte; SM oder PIM = erhaltene Strafminuten; +/− = Plus/Minus-Bilanz; PP = erzielte Überzahltore; SH = erzielte Unterzahltore; GW = erzielte Siegtore; 1 Play-downs/Relegation; Kursiv: Statistik nicht vollständig)